# Pădurea Stârmina (sit SCI)
Pădurea Stârmina este o arie protejată (arie specială de conservare — SAC, sit de importanță comunitară — SCI) din România, desemnată în scopul protejării biodiversității și menținerii într-o stare de conservare favorabilă a florei spontane și faunei sălbatice, precum și a habitatelor naturale de interes comunitar aflate în arealul zonei protejate. Aceasta se întinde pe o suprafață de 2.779,8 ha, integral pe uscat.

## Localizare
Situl se întinde pe teritoriile administrative ale comunelor Burila Mare, Devesel, Hinova și Rogova din județul Mehedinți. Centrul sitului Pădurea Stârmina este situat la coordonatele 44°30′05″N 22°45′48″E / 44.501319°N 22.763372°E.

## Înființare
Pădurea Stârmina (ROSCI0173) a fost declarată sit de importanță comunitară în decembrie 2007 pentru a proteja 10 specii faunistice aflate în arealul zonei. Situl a fost protejat și ca arie specială de conservare în mai 2022. Acesta include rezervațiile naturale Pădurea Bunget și Pădurea Stârmina.

## Biodiversitate
Situată în ecoregiunea continentală din Lunca Dunării, aria protejată conține 4 habitate naturale: Păduri ripariene mixte cu Quercus robur, Ulmus laevis, Fraxinus excelsior sau Fraxinus angustifolia, din lungul marilor râuri (Ulmenion minoris), Păduri stepice euro-siberiene cu Quercus spp., Păduri panonice-balcanice de stejar turcesc și Galerii de Salix alba și Populus alba.
La baza desemnării sitului se află 10 specii de animale ocrotite la nivel european sau aflate pe lista roșie a IUCN; astfel:
- amfibieni (2): buhaiul de baltă cu burtă roșie (Bombina bombina)[7], tritonul cu creastă dobrogean (Triturus dobrogicus),
- mamifere (1): popândăul european (Spermophilus citellus)[8]
- nevertebrate (3): croitorul mare al stejarului (Cerambyx cerdo)[9], rădașcă (Lucanus cervus), croitor cenușiu (Morimus asper funereus),
- pești (2): țipar (Misgurnus fossilis), boarță (Rhodeus amarus),
- reptile (2): broasca țestoasă de baltă (Emys orbicularis)[10], țestoasa de uscat bănățeană (Testudo hermanni)[11].[5]

Pe lângă speciile aflate la baza desemnării sitului, pe teritoriul acestuia a mai fost identificate 24 specii din fauna sălbatică a României.